# Локошек, Антун
Антун Локошек (хорв. Antun Lokošek; 2 января 1920, Целе, КСХС — 24 декабря 1994, Сплит, Хорватия) — хорватский и югославский футболист, игравший на позиции нападающего, и футбольный тренер.

## Клубная карьера
Антун Локошек с 1937 года играл за осиекскую «Славию», а затем — за вараждинскую «Славию». В 1943 году он присоединился к загребскому «Граджянски». После окончания Второй мировой войны Локошек выступал за сплитский «Хайдук». В 1947 году в составе команды «Наша Крила» он играл в финале Кубка Югославии. Последним клубом в карьере Локошека стала загребская «Локомотива».

## Карьера в сборной
Антун Локошек провёл за сборную Хорватии, представлявшей Хорватскую бановину, один матч: домашнюю товарищескую игру со Словакией. На 27-й минуте этой встречи Локошек забил гол.

## Тренерская карьера
После завершения игровой карьеры Антун Локошек работал тренером, возглавляя хорватские команды «Юговинил» и «Оркан».